# دينيسي هارجروف
دينيسي هارجروف (بالإنجليزية: Dean Hargrove)‏ هو منتج أفلام وكاتب سيناريو أمريكي، ولد في 27 يوليو 1938 في كانساس في الولايات المتحدة.

## وصلات خارجية
- دينيسي هارجروف على موقع IMDb (الإنجليزية)
- دينيسي هارجروف على موقع ألو سيني (الفرنسية)
- دينيسي هارجروف على موقع أول موفي (الإنجليزية)
- دينيسي هارجروف على موقع قاعدة بيانات الأفلام السويدية (السويدية)
- دينيسي هارجروف على موقع قاعدة بيانات الفيلم (الإنجليزية)
- دينيسي هارجروف على موقع كينوبويسك (الروسية)